# Dilambdogale gheerbranti
Dilambdogale gheerbranti és una espècie extinta de mamífer afrosorícide de la superfamília dels tenrecoïdeus que visqué al nord d'Àfrica durant l'Eocè, fa entre 33,9 i 38 milions d'anys. Se n'han trobat restes fòssils a la depressió del Faium (Egipte). Es tracta de l'única espècie del gènere Dilambdogale. És semblant a Widanelfarasia, però més primitiu. El nom genèric Dilambdogale significa ‘mostela de dues lambdes’, en referència al patró dilambdomorf de les cúspides bucals de la primera dent molar superior, mentre que el nom específic gheerbranti fou elegit en honor del paleontòleg francès Emmanuel Gheerbrant.